# Хорватське королівство (Габсбурги)
Хорватське королівство (хорв. Kraljevina Hrvatska; лат. Regnum Croatiae; нім. Königreich Kroatien) — васальне королівство, колишня адміністративна одиниця, що існувало в 1527—1868 рр., у складі Габсбурзької монархії (й в 1804—1867 рр. в Австрійській імперії). Королівство було частиною Землі корони Святого Стефана, але за умови прямого імперського Австрійського правління. Столиця — Загреб.
До XVIII століття, Габсбурзьке Хорватське королівство містило лише невелику північно-західну частину сучасної Хорватії в околицях Загреба, і невелику смугу узбережжя навколо Рієки, що не були частиною Османської імперії або частиною Військової границі. У 1744 — 1868 рр. Хорватське королівство включало підлегле автономне Славонське королівство. Територію Славонського королівства було відвойовано у Османської імперії, а згодом стало частиною Габсбурзької військової границі на певний час. 1744 року ці території були реорганізовані у Славонське королівство і включені в Хорватське королівство на правах автономії. 1849 року два королівства були розділені і існували як дві окремі адміністративні одиниці. 1868 року обидва королівства були знову об'єднані в знов утворене Королівство Хорватія і Славонія.

## Історія

### Габсбурзьке правління
Після битви при Могачі (1526), в 1527 році хорватські та угорські дворяни були вимушені обрати нового короля. Більшість хорватського дворянства скликало хорватський парламент у Цетині і обрало сюзереном австрійського короля Фердинанда I . Меншість дворян підтримала Яноша Заполья, але по його смерті у 1540 р., суперечка вщухла.
Територія відвойована у Османської імперії була реорганізована в 1745 р. у Славонське королівство, підпорядковане Хорватському королівству. У 1804 р., Габсбурзька монархія була перетворена на Австрійську імперію, до складу якої в 1814 році увійшла територія колишньої Венеційська республіка і на її володіннях в Далмації було утворено Далмацьке королівство. Після австро-угорської угоди 1867 р. (за якою Австрійська імперія була перетворена на Австро-Угорську імперію) і хорватсько-угорської угоди 1868 року, Хорватське і Славонське королівства були об'єднані в Королівство Хорватія і Славонія на терені Землі корони Святого Стефана в угорській частині імперії (Транслетанія), у той час як Далмацьке королівство стало кронландом австрійської частини імперії (Цислейтанія). Королівство Хорватії і Славонії претендувало на об'єднання з Далмацьким королівством в титулі маючи назву «Триєдине Королівство Хорватії, Славонії і Далмації».

## Османська окупація
Користуючись зростаючим конфліктом між Максиміліаном і Сигізмундом, Сулейман почав свою шосту угорську компанію в 1565 р., з 150,000 військом. Він успішно розпочав наступ на північ в 1566 р., але зробив невеликий гак, щоб захопити аванпост Сигетвар, який він не зміг захопити десять років тому. Невелику фортецю захищав граф Миклош Зрині та 2500 вояків. Вони змогли утримати свою фортецю протягом місяця, і знищити 20,000 вояків османської армії, перш ніж знищили себе. Ця облога, тепер знана як Сигетварська битва, надала достатньо часу для перегрупування австрійським військам, перед тим як турки досягли Відень.
За наказом короля в 1553 і 1578 рр., великі райони Хорватії і Славонії, прилеглі до Османської імперії були виокремленні у Військову границю під орудою безпосередньо військового командування з Відня. Через небезпечну близькість до османської армії, область стала досить безлюдною, тому Австрія закликала до заселення сербів, німців, угорців, чехів, словаків і русин/українців та інших слов'ян Воєнної границі.
У 1573 р., вибухнуло антифеодальне повстання в північній частині Хорватії та Словенії через високе оподаткування й необґрунтоване жорстоке поводження з жінками в Хорватії та Словенії. Амброуз Матія Губеч та інші керівники повстання підійняли селян до зброї понад шістдесяти ленів по всій країні в січні 1573 р., але їх повстання було придушене на початку лютого. Матія Губеч і тисячі інших були публічно страчені незабаром після цього, досить жорстоким чином для того, щоб служити прикладом для інших.
Після падіння форту Бихач, від армії боснійського візира Хасан-паші Предоеєича в 1592 році, залишалася нескореною лише невелика частина Хорватії. Незагарбаний терен мав площу 16,800 км ²

## XVII-XVIII сторіччя
Після битви при Сисак в 1593 році, коли Османська армія була успішно відбита вперше на території Хорватії, втрачену територію переважно відновлено, за винятком великої частини сьогоденної Боснії і Герцеговини. До 1700 р., Османська імперія лишилась Османської Угорщини та Хорватії, Австрія встановила імперський централізований контроль над цими теренами.
Австрійська імперська армія перемогла турків в 1664 році, але імператор Леопольд зміг отримати вигоду від успіху, коли він підписав Вашварський мир, за яким Угорщина і Хорватія були позбавлені можливості відновлення території, втраченої в ході війн з Османською імперією. Це викликало незадоволення серед угорського та хорватського дворянства, яке мало змову проти імператора, але вони не були достатньо потужними, щоб зробити щось про нього, навіть якщо вони вели переговори з французами та турками.
Хорватія була однією з коронних землях, які підтримали імператора Карла VI із впровадженням Прагматичної санкції в 1713 р. й імператрицю Марію Терезію у війні за австрійську спадщину в 1741—1748 рр.. Згодом імператриця зробила значний внесок у хорватському питанні, ініціювавши кілька змін в адміністративному контролі Воєнної границі, феодальній та податковій системах. Вона також надала незалежний порт Рієка Хорватії в 1776 році. Але, вона також ігнорувала і врешті-решт розпустила парламент Хорватії, в 1779 р., Хорватія отримала тільки одне місце в Раді консулів Угорщини, отримавши бана Хорватії.
З падінням Венеційської республіки в 1797 році, її володіння в східній Адріатиці, головним чином знаходились під контролем Франції, яка втратила свої права на користь Австрії в тому ж році. Через вісім років Франція утворила Іллірійські провінції, але знов втратила в 1815 р., на користь австрійської корони. Хоча терени були частиною однієї й тієї ж імперії, Далмація і Істрія були частиною Цислейтанії, тоді як Хорватія і Славонія були частиною Транслейтанії.

## XIX сторіччя
У XIX столітті виник хорватський романтичний націоналізм як протидія ненасильницький, але очевидній германізації і мадяризації. Хорватське національне відродження почалося в 1830-х рр. з іллірійського руху. Рух привернув низку впливових фігур і запровадив низку важливих досягнень у хорватську мову та культуру. Провідник ілліризму — Людевит Гай, який також реформував і стандартизував хорватську літературну мову. Офіційна мова в Хорватії, до 1847 о., була латина, надалі стала хорватська .
В 1840 році австро-угорський перепис населення було проведено в кронланді Хорватія і Славонія. Населення склало 1,605,730 осіб.
У 1840-х рр., рух перейшов від культурних цілей і до політичних вимог. Було заборонено, королівськими представниками 11 січня 1843, від імені канцлера Меттерніха, використовувати термін Іллірія та іллірійські відзнаки в громадських місцях. Це затримало прогресивний рух, але воно не могло зупинити зміни в суспільстві, які вже почалися.
У революції 1848 року на Габсбурзьких теренах, хорватський бан Елачич співпрацював з австрійцями у придушенні угорської революції 1848, проводив військові кампанії в Угорщині, досить успішні, до битви при Пакозді. Попри цей внесок, Хорватія зазнала абсолютизм Олександра фон Баха, а також угорську гегемонію під час правління бана Левіна Рауха, коли імперія була перетворена на подвійну монархію Австро-Угорщину в 1867 році.
Тим не менше, бану Елачичу вдалося скасування кріпацтво в Хорватії, що в кінцевому результаті призвело до великих змін в суспільстві: владу великих землевласників було зменшено, а орні землі стали більш підрозділятися, за для упередження голодомору. Багато хорватів почали еміграцію в країни Нового Світу у цей період, і ця тенденція буде тривати протягом наступних ста років, і створюючи велику хорватську діаспору.
Іллірійський рух був досить широким за своїм охопленням, від націоналістів до панславістів. Це в кінцевому підсумку призвело до утворення двох рухів:
- Хорватський національний рух було спрямовано, насамперед, на об'єднання і незалежність хорватської нації, на чолі з парламентарієм Анте Старчевич, який заснував Праву партію в 1861 р..
- Панпівденнослов'янський рух, югославський напрямок орієнтувався на інтеграцію з сусідніми південнослов'янськими народами на чолі з єпископом Йосип Юрай Штроссмаєр, який заснував Югославську академію наук і мистецтв в 1867 р. і повторно заснував Університет Загреба в 1874 р..

Втрата Хорватської внутрішньої автономії була виправлена через рік після австро-угорської угоди 1867 р., коли в 1868 р., була підписана Хорватсько-угорська угода (Hrvatsko-ugarska nagodba). Разом з тим губернатор (бан) назначався з Угорщини, 55 % відсотків всіх податкових надходжень відправляли в Будапешт, Угорщина мала владу над найбільшим морським портом Рієка. Завдяки цій угоді, Хорватське королівство отримала автономію в адміністративних, освітніх і судових питаннях.

## Атрибути
У 1848 році Хорватське королівство прийняла новий офіційний прапор і герб. Новий прапор був хорватським триколором червоний, білий і синій, і залишається символом Хорватії досі. Великий герб прийнятий в 1848 р. мав три малих герби: Хорватського, Далмацького і Славонського королівств. Королівство також використовувало назву «Триєдине Королівство Хорватії, Славонії і Далмації» (хоча ця назва не була визнана імперією). Королівство як і раніше, керувало Славонським, але не мало контролю над Далмацьким королівством. 1849 року Славонське королівство здобуло незалежність від Хорватського королівства, а в 1852 р. імперський австрійський уряд, який ніколи не визнав за як офіційний триколор, заборонив його використання, поряд з гербом. У 1852—1868 рр. Хорватське королівство використовувала червоно-білий прапор, і старий герб.